# Igreja de Deus (Cleveland)
A Church of God (Cleveland)/Igreja de Deus (Cleveland, Tennessee) é uma associação cristã evangélica pentecostal internacional de Igrejas, com sede em Cleveland (Tennessee), uma das mais antigas e maiores associações pentecostais do mundo. As origens do movimento podem ser traçadas em 1886, tornando-a mais antiga associação  pentecostal nos Estados Unidos. O grupo usa o nome Igreja de Deus (Cleveland, Tennessee) para distingui-la de outras entidades chamadas "Igreja de Deus".

## História
A Igreja de Deus tem suas origens em 1884, em uma reflexão de Richard G. Spurling, um ministro, e seu pai Richard Spurling, que os levou a abandonar sua igreja batista devido a divergências sobre Landmarkismo, doutrina que afirma que somente igrejas descendentes de igrejas com doutrina batista fazem parte da verdadeira Igreja. 
A igreja foi iniciada como Christian Union (União Cristã), em 19 de agosto de 1886, no Condado de Monroe (Tennessee).Em 1892 uma segunda associação foi criada no Condado de Cherokee (Carolina do Norte), onde um avivamento pentecostal ocorre quatro anos depois e o grupo sofre diversas perseguições.
Em 15 de maio de 1902, a igreja elabora diretrizes e normas e adota o nome de Holiness Church (Igreja da Santidade). Em janeiro de 1906, as quatro igrejas existentes se reúnem na primeira Assembleia Geral. Cleveland torna-se permanentemente o centro de suas atividades, e em 11 de janeiro de 1907 a igreja adota oficialmente o nome Church of God (Igreja de Deus).
A partir de 1906, quando os membros entram em contato com outras pessoas que estavam tendo a experiência pentecostal, a mensagem do batismo no Espírito Santo assume um tom central. A. J. Tomlinson, que se juntara ao grupo em 1903, torna-se o principal líder da Igreja de Deus, liderando-a de 1909 a 1923. Sob sua liderança, a igreja iniciou seu esforço de evangelização mundial, começando nas Bahamas (1909), inaugurou o periódico Church of God Evangel (1910), e estabeleceu a Lee University (1918).
A primeira divisão aconteceu em 1917, e a partir de então outras se seguiram e vários grupos independentes foram formados. Após a morte de Tomlinson, em 1943, as disputas entre seus filhos levaram a mais cismas.
Em 2010, os estados com mais congregações nos Estados Unidos eram Georgia (532), Alabama (387), Carolina do Sul (293), Tennessee (379) e Virgínia Ocidental (178). Naquele momento, a denominação tinha 17.420 ministros, 6.481 igrejas e 1.074.047 no país, como 25º maior igreja. Segundo os dados oficiais, em 2022, a Church of God tem adesão de mais de 7 milhões de pessoas e 36.000 igrejas em 178 países.

## Crenças
A Aliança tem uma confissão de fé pentecostal. 

## Grupos relacionados
- Igreja de Deus (Chattanooga) (org. 1917)
- Igreja de Deus com Sinais Seguindo (org. cerca de 1922)
- Igreja de Deus da Profecia (org. 1923)
- Igreja de Deus, Casa de Oração (org. 1939)
- Igreja de Deus (Huntsville, Alabama) (org. 1943)
- Igreja de Deus (Jerusalem Acres) (org. 1957)
- A Igreja de Deus para Todas Nações (org. 1981)
- Igreja de Deus (Charleston, Tennessee) (org. 1993)

## Leitura recomendada
- Charles W. Conn. Like a Mighty Army.
- Conn, Charles W. Where the Saints Have Trod: A History of Church of God Missions. Cleveland: Pathway Press, 1957.
- Crew, Michael. The Church of God: A Social History. University of Tennessee Press, 1990.
- Robins, R.G. Tomlinson. Plainfolk Modernist. Oxford: University Press, 2004.